# Drugovo
Drugovo (makedonska: Другово) är en ort i Nordmakedonien. Den ligger i kommunen Kičevo, i den västra delen av landet, 70 kilometer sydväst om huvudstaden Skopje. Drugovo ligger 638 meter över havet och antalet invånare är 3 149. Drugovo var tidigare huvudort i kommunen Drugovo.